# Grand Hôtel St. Regis Rome
Pour les articles homonymes, voir Grand Hôtel.
Le Grand Hôtel de Rome, aujourd'hui Hôtel St. Regis, est l'un des hôtels les plus anciens (1894) et les plus luxueux de la capitale italienne.

## Histoire et description
Le marquis de Rudinì, Premier ministre et ministre des Affaires étrangères italien, souhaitait doter la capitale d'un hôtel comparable en termes de qualité d'accueil à ceux des autres capitales européennes. À la suite de sa rencontre avec le célèbre entrepreneur hôtelier César Ritz, il réussit à le convaincre de construire un grand hôtel de luxe à Rome. Arrivé dans la ville sur les conseils de l'impresario suisse Franz Josef Bucher Durrer, propriétaire de l'Hôtel Minerva, il fut convaincu d'acheter en 1893 la zone proche des Thermes de Dioclétien, entre la fontaine de l'Acqua Felice et la Piazza Esedra. L'endroit semblait le plus approprié pour accueillir une importante structure hôtelière, étant à la fois proche de la gare et des ministères de la Via XX settembre et à proximité du Quirinal.
En janvier 1894, César Ritz inaugure solennellement le Grand Hôtel de Rome sur la Piazza Esedra avec une grande réception. La chronique de l'époque définit l'hôtel comme l'un des plus splendides hôtels d'Europe en raison de la distribution de ses intérieurs et de sa riche décoration. Le Grand Hôtel offrait toutes les commodités prestigieuses capables d'attirer une clientèle internationale du plus haut niveau : l'hôtel était équipé d'un éclairage électrique et de deux ascenseurs ; chaque suite disposait de points lumineux et d'une salle de bain intégrée avec eau chaude et froide, une première en Italie, avec des toilettes importées directement de Londres. Les intérieurs du bâtiment de 4 étages étaient riches en marbre et en grands espaces ornés de fresques et de boiseries ; au rez-de-chaussée étaient créés des salons privés, des fumoirs, le bar américain et la salle de billard. Il y a aussi l'ancien ascenseur, l'un des premiers de Rome, toujours en activité. L'étage principal était réservé aux visites des monarques et des chefs d'État et était occupé par divers appartements avec des salles ornées de fresques et autres pièces privées. L'épouse de César Ritz a meublé les chambres avec des meubles d'époque, de l'argenterie et des peintures du XVIIIe siècle. Pour diriger le restaurant, Ritz a  fait appel au Chef Auguste Escoffier du Savoy de Londres et à Pierre Louis du Grand Hôtel de Lucerne, les deux stars de la gastronomie « Belle époque », qui lancent pleinement le restaurant.
Parmi les invités figuraient Léon Tolstoï, le chancelier Von Bülow et Mussolini, immédiatement après sa Marche sur Rome, Von Ribentropp et Göring. 
Le 12 janvier 1923, Mussolini y convoqua officiellement pour la première fois le Grand Conseil du fascisme.
Le mariage de l'infant Juan d'Espagne et de la princesse María de las Mercedes des Deux-Siciles s'y tient en 1935.
Le 28 février 1941, le roi Alphonse XIII d'Espagne y mourut en exil.
Durant les années de la dolce vita, de nombreux acteurs y résidèrent, dont Ava Gardner, Zsa Zsa Gabor, Lauren Bacall ou Martine Carol. Plus récemment, Robert De Niro, les Kennedy et les Agnelli y ont séjourné.
En 1963 commence un cycle de travaux de modernisation. L'Aga Khan rachète CIGA en 1985. En 1999, la société a été vendue à Starwood Hotels, une filiale de Marriott International. L'hôtel a été rénové et rouvert à la fin de la même année sous le nouveau nom de St. Regis Grand Hotel. En 2014, Starwood a vendu l'hôtel pour 110 millions d'euros au Qatar, qui réalise ensuite d'importants travaux de rénovation d'une durée de trois ans. La salle de bal Ritz a fait l'objet d'importants travaux de restauration qui ont duré six mois, notamment sur les fresques de Mario Spinetti. L'hôtel a rouvert ses portes en 2018.